# 그렉 레이크
그렉 레이크(영어: Gregory Stuart "Greg" Lake, 1947년 11월 10일 ~ 2016년 12월 7일)는 잉글랜드의 음악가이다. 오랜 경력을 통해 킹 크림슨, 에머슨, 레이크 & 파머 등 여러 밴드에서 프로그레시브 록계를 견인하고 수많은 미국 빌보드 차트 성공을 낳았다. 솔로 아티스트로서도 성공을 거두었고, 1981년 이후 3장의 앨범을 발표하였다. 1975년 12월에 출시한 홀리데이 송 'I Believe in Father Christmas'는 미국 빌보드 차트 "핫 100"에 3주간 머물러, 지금도 연말이면 라디오에서 흘러나오는 단골 곡이다.

## 평가
작사가와 보컬리스트로서 약간의 환상곡 요소를 반영한 내성적인 프로그레시브 록의 개성적인 특징을 만들어내는 데 기여하였다. 그의 목소리는 투명하여 자신감에 넘쳐 있으며, 자신 및 동료 음악가들과의 실험 세션에서 특이한 힘이 빛을 발하였다. 에머슨, 레이크 & 파머 시대에서 흔히 볼 수 있었던 것처럼, 연주가 베이스든 기타든 레이크는 밴드 동료가 광대하고 복잡한 소리 풍경을 펼칠 수 있게 곡을 썼다. 또한 악기 연주에 능하고 특히 그가 연주하는 기타는 러시아의 작곡가 모데스트 무소륵스키가 작곡한 '전람회의 그림'을 록으로 표현하는 등, 에머슨 레이크 앤 파머에 의한 장대한 고전 음악 실험에 깊이를 더하였다.

## 음반 목록

### 정규
- 《Greg Lake》 (1981)
- 《Manoeuvres》 (1983)
- 《Ride the Tiger》 (2015) - 제프 다운스와 함께